# Johann Gottfried Zeidler
Johann Gottfried Zeidler (auch: Zeitler; * 11. April 1655 in Fienstedt, Grafschaft Mansfeld; † 1711 in Halle (Saale)) war ein deutscher evangelischer Theologe und satirischer Schriftsteller.

## Leben
Der Sohn (eine Schwester war die Dichterin Susanna Elisabeth Zeidler) des orthodoxen lutherischen Pastors Gottfried Zeidler studierte an der Universität Jena und nahm dann eine Stelle in Franken an. Da er weiterstudieren wollte, ging er an die Universität Leipzig, wo er Privatvorlesungen über Mathematik hielt. Ebenso zog es ihn nach Wittenberg, wo er mit der Dichterkrone ausgezeichnet wurde als Poeta Laureatus. In Wittenberg hatte er sich dem theologischen Studium gewidmet und entwickelte während dieser Zeit einen wachsenden Widerwillen gegen die Schulphilosophie und den Klerikalismus der damaligen Zeit. Nachdem er in Leipzig ordiniert worden war, stand er 1679 seinem Vater zur Seite, der seine Tätigkeit in Fienstedt aufgrund seiner Erblindung nur noch eingeschränkt versehen konnte. Nach dem Tod seines Vaters gab er seinen theologischen Beruf auf und zog 1700 mit seinen Kindern nach Halle. Dort studierte er bei Christian Thomasius Philosophie und betätigte sich als satirischer Schriftsteller, wobei er auch die Geistlichkeit angriff. Er wurde Auktionator an der Universität Halle und verstarb mit 50 Jahren.
Vor allem in Halle wurde Zeidler zu einem bedeutenden Satiriker seiner Zeit. Hatte er zunächst sein Bilderbuch „biblischen Figuren/In deutlichen Reimen“ erklärt und ein „Theatrum Eruditorum“ (1690), das eine Galerie von Gelehrten mit Porträtkupferstichen zeigt, veröffentlicht, kam er während des freundschaftlichen Kontakts mit Christian Thomasius zu der Veröffentlichung von „Dreyfache Rettung des Rechts Evangelischer Fürsten in Kirchen-Sachen“, worin er vor allem die Geistlichen satirisch angriff. Ihr folgte 1703 eine Übertragung der Dissertation gegen das Hexenwesen (De crimine magiae), daneben verdeutschte er die Standardwerke zum Natur- und Kirchenrecht. Seine Satiren setzen sich in „Das verdeckte und entdeckte Carneval“ sowie in der Philosophiesatire „Die  … Metaphysik oder Über-Naturlehre“ fort, dem sich viele Werke anschlossen.

## Werkauswahl
- Neun Priester-Teuffel, Halle 1701
- Dreyfache Rettung des Rechts Evangelischer Fürsten in Kirchen-Sachen, Halle 1701
- Staat der Grafen von Mansfeld und Hanau, Braunschweig 1703
- Buchbinder-Philosophie Oder Einleitung In die Buchbinder Kunst, Halle 1708. Digitalisat
- Pantomysterium, oder Das Neuste vom Jahre der Wünschelruthe, Halle 1700
- Sieben böse Geister, welche heutigen Tages guten Teils die Küster oder sogenannte Dorff-Schulmeister regieren, Braunschweig und Leipzig 1700, Neudruck Zschopau 1880, Leipzig 1892
- ABC Buch Schlüssel zur Lesekunst, Halle 1701
- Gnosologia oder Allwisserey, die Noologia oder Vorsteherey, die Fiscologia, die Physika und die Ethika, um 1700 in Halle